# San Valentino in Abruzzo Citeriore
San Valentino in Abruzzo Citeriore ist eine  italienische Gemeinde (comune) mit 1813 Einwohnern (Stand 31. Dezember 2023) in der Provinz Pescara, Region Abruzzen.

## Geografie
Der Ort liegt am nördlichen Rand des Nationalparks Majella im Apennin, rund 40 Kilometer von der adriatischen Küste entfernt. Teile des Gemeindegebietes liegen im Nationalpark.
Zur Gemeinde gehören auch die Fraktionen Olivuccia, San Giovanni, Solcano und Trovigliano.
Die Nachbargemeinden sind Abbateggio, Bolognano, Caramanico Terme und Scafa.

## Sehenswertes
Das wichtigste architektonische Wahrzeichen des Dorfes ist das im 11. Jahrhundert erbaute Castello Farnese.

## Weinbau
In der Gemeinde werden Reben der Sorte Montepulciano für den DOC-Wein Montepulciano d’Abruzzo angebaut.

## Sonstiges
San Valentino in Abruzzo Citeriore ist die italienische Gemeinde mit dem längsten Namen (30 Buchstaben, auf dem zweiten Platz folgt Castrocaro Terme e Terra del Sole).